# Verb auxiliar
În gramatică, un verb auxiliar (de la cuvântul latinesc auxilium „ajutor”) este un verb care la origine are sens lexical, dar în anumite contexte devine cuvânt gramatical, pierzându-și acest sens, și îndeplinește funcția de a exprima, în asociație cu un verb având sens lexical, categorii gramaticale ale acestuia, precum diateza, modul, timpul, numărul și persoana.
După unii lingviști, această definiție acoperă numai verbele auxiliare care pot fi numite morfologice, și ei mai includ printre auxiliare și așa-numitele verbe modale care, prin conținutul lor lexical (originar sau dobândit în context) exprimă una din ideile de modalitate: necesitate, posibilitate, probabilitate, iminență, voință, dorință etc.
Unii lingviști consideră verbe auxiliare și pe cele care exprimă prin conținutul lor lexical (originar sau dobândit în context) una din ideile de aspect: începutul, continuarea sau sfârșitul acțiunii.
În fine, și verbele copulative, cele care formează cu alte cuvinte structura binară de predicat nominal, sunt incluse de unii lingviști în clasa verbelor auxiliare la auxiliare sintactice.
În unele gramatici, de exemplu ale limbii franceze, în afară de verbele auxiliare morfologice avoir „a avea” și être „a fi”, toate celelalte sunt numite semiauxiliare, inclusiv unele morfologice. În alte gramatici, numai cele dintre categoriile de mai sus care au un conținut lexical, adică cele modale și cele de aspect au calificativul de semiauxiliare, eventual pe lângă cel de auxiliare.

## În limba română
În sistemul verbal al limbii române se folosesc trei verbe auxiliare morfologice: a avea, a vrea și a fi.

### A avea
Acest auxiliar servește la alcătuirea a trei forme verbale:
- Timpul perfect compus al modului indicativ se formează din prezentul indicativ al lui a avea asociat cu participiul verbului cu sens lexical: am cântat, ai văzut, a bătut, am zis, ați iubit, au coborât. Trei dintre formele personale ale auxiliarului sunt diferite, reduse față de cele folosite atunci când are sens lexical.
- Unul din tipurile de viitor se compune din auxiliarul a avea la indicativul prezent neredus, în concurență cu o formă redusă la o, comună tuturor persoanelor, asociate verbului principal la prezentul conjunctivului: am/o să cânt, ai/o să vezi, are/o să bată, avem/o să zicem, aveți/o să iubiți, au/o să coboare.
- La alcătuirea timpului prezent al modului condițional-optativ participă forme parțial diferite ale acestui auxiliar, asociate infinitivului verbului cu sens lexical: aș cânta, ai vedea, ar bate, am zice, ați iubi, ar coborî.

### A voi
Verbul a voi are forme specializate ca auxiliar, servind la formarea tipului de viitor din registrul de limbă elevat, în combinație cu infinitivul verbului cu sens plin: voi cânta, vei vedea, va bate, vom zice, veți iubi, vor coborî. O variantă familiară a acestui tip folosește forme și mai reduse ale auxiliarului: oi cânta, ăi vedea, o bate, om zice, ăți iubi, or coborî.

### A fi
Verbul a fi se folosește ca auxiliar pentru cele mai multe forme verbale compuse.
La modul indicativ, viitorul anterior se alcătuiește cu tipul de viitor format cu a vrea al lui a fi, plus participiul verbului cu sens lexical: voi/oi fi cântat, vei/ăi fi văzut, va/o fi bătut, vom/om fi zis, veți/ăți fi iubit, vor/or fi coborât.
La modul conjunctiv se folosește o formă redusă, unică pentru toate persoanele, a conjunctivului prezent al auxiliarului a fi, pentru a obține:
- în asociere cu gerunziul verbului principal, prezentul conjunctiv cu valoare prezumtivă: să fi cântând;
- în combinație cu participiul verbului principal, perfectul conjunctiv: să fi văzut.

La modul condițional, a fi formează:
- condiționalul prezent cu valoare prezumtivă al verbului cu sens lexical, în asociere cu gerunziul acestuia: aș fi cântând, ai fi văzând, ar fi bătând, am fi zicând, ați fi iubind, ar fi coborând;
- perfectul condiționalului, în combinație cu participiul verbului cu sens lexical: aș fi cântat, ai fi văzut, ar fi bătut, am fi zis, ați fi iubit, ar fi coborât.

La modul prezumtiv, auxiliarul a fi participă la formarea ambelor timpuri.
- Prezentul prezumtivului folosește formele de viitor cu auxiliarul a vrea ale lui a fi, asociate cu gerunziul verbului cu sens lexical: voi/oi fi cântând, vei/ăi fi văzând, va/o fi bătând, vom/om fi zicând, veți/ăți fi iubind, vor/or fi coborând.
- Perfectul prezumtiv se formează cu aceleași forme ale lui a fi, dar în combinație cu participiul verbului cu sens lexical (voi/oi fi cântat etc.), fiind identic cu viitorul anterior.

La perfectul infinitiv se folosește ca auxiliar infinitivul prezent al lui a fi.
A fi este și auxiliarul diatezei pasive, formele sale indicând modul, timpul, numărul și persoana verbului, în timp ce verbul cu sens lexical este la participiu.

## În alte limbi

### În limba franțuzească
Formele verbale compuse din limba franceză (perfectul compus, mai mult ca perfectul, trecutul anterior și viitorul anterior ale indicativului, perfectul imperativului, perfectul condiționalului, perfectul subjonctivului, mai mult ca perfectul subjonctivului, perfectul infinitivului și perfectul participiului) se alcătuiesc cu două verbe auxiliare morfologice: avoir „a avea” și être „a fi”. Distribuția lor nu depinde de mod și timp, ci de diateza verbului.
Cu avoir se formează toate formele compuse ale aproape tuturor verbelor la diateza activă. Este vorba de toate verbele tranzitive și de marea majoritate a celor intranzitive: j’ai mangé une pomme „am mâncat un măr”, elle aurait volé en ballon „ea ar fi zburat cu balonul”.
Être se folosește pentru toate verbele folosite cu pronumele reflexive (nous nous sommes promenés „ne-am plimbat”, s’être entendus „a se fi înțeles”). Tot cu acest auxiliar se formează și timpurile compuse ale unor verbe active intranzitive: vous êtes venus „ați venit”, qu’elle soit arrivée „(ea) să fi sosit”. Diateza pasivă are în esență aceeași structură ca în română, formele pe care le are être la diateza activă fiind asociate cu participiul perfect al verbului cu sens lexical și având funcția de a indica modul, timpul, numărul și persoana acestuia: il a été trompé „(el) a fost înșelat”, je serai puni(e) „voi fi pedepsit(ă)”.
Gramaticile limbii franceze iau în seamă și un număr de așa-numite verbe semiauxiliare, care se asociază cu infinitivul verbului lexical. Astfel se formează construcții numite perifraze verbale. Principalele verbe semiauxiliare sunt aller (sens lexical „a merge”), venir (sens lexicl „a veni”) și faire (sens lexical „a face”). Primele două servesc la formarea unor timpuri ale indicativului:
- viitorul apropiat, cu prezentul indicativ al lui aller: je vais parler „am să vorbesc”;
- trecutul recent, cu prezentul indicativ al lui venir: je viens d’arriver „tocmai am sosit”.

Verbul faire folosit la orice formă verbală formează o construcție numită factitivă, care exprimă faptul că subiectul pune pe altcineva să efectueze o acțiune în locul său: il s’est fait couper les cheveux „s-a tuns” (nu singur, ci a pus pe cineva să-l tundă).

### În limba sârbă
Verbele auxiliare morfologice pe care le folosește sistemul verbal al limbii sârbe sunt jesam, biti (ambele aceste verbe fiind corespunzătoare verbului românesc „a fi”), hteti „a vrea” și nemoj (verb niciodată folosit cu sens lexical).
- Jesam formează perfectul tuturor verbelor. Se folosește la forma scurtă, neaccentuată, postpus verbului cu sens lexical la participiul activ, dacă subiectul este inclus, sau înaintea verbului cu sens lexical, dacă subiectul este exprimat prin cuvânt aparte: došao sam / ja sam došao (masculin) „am venit”, govorila si / ti si govorila (feminin) „ai vorbit”, razumeo je / on je razumeo „(el) a înțeles”, videli smo / mi smo videli (masc.) „(noi) am văzut”, čule ste / vi ste čule (fem.) „ați auzit”, otišli su / oni su otišli „(ei) au plecat”.

- Biti este verbul auxiliar folosit în trei forme compuse.

- Condiționalul (care are aceeași formă pentru prezent și trecut), se formează cu aoristul lui biti, în combinație cu participiul activ: došao bih / ja bih došao (masculin) „aș veni, aș fi venit”, govorila bi / ti bi govorila (feminin) „ai vorbi, ai fi vorbit”, razumeo bi / on bi razumeo „(el) ar înțelege, ar fi înțeles”, videli bismo / mi bismo videli (masc.) „(noi) am vedea, am fi văzut”, čule biste / vi biste čule (fem.) „ați auzi, ați fi auzit”, otišli bi / oni bi otišli „(ei) ar pleca, ar fi plecat”. Două forme mai puțin folosite se formează tot cu biti:
- Viitorul anterior se formează cu prezentul auxiliarului: budem razumeo „voi fi înțeles”.
- Mai mult ca perfectul are două tipuri în sârbă, ambele formate cu biti: unul cu imperfectul auxiliarului (bejah/beh pisao), celălalt cu perfectul compus al acestuia: bio sam pisao „scrisesem”.

- Forma scurtă a lui hteti este auxiliarul viitorului, în asociere cu infinitivul verbului cu sens lexical. Postpus acestuia la forma afirmativă, devine practic desinență, adăugându-se în cazul majorității verbelor la o formă scurtată a infinitivului, dar în prezența unui subiect exprimat printr-un substantiv sau un pronume, se plasează înaintea infinitivului: doćiću / ja ću doći „voi veni”, govorićeš / ti ćeš govoriti „vei vorbi”, razumeće / on će razumeti „(el) va înțelege”, videćemo' / mi ćemo videti „vom vedea”, čućete / vi ćete čuti „veți auzi”, otićiće / oni će otići „(ei) vor pleca”. Cu subiect exprimat prin substantiv sau pronume, poate forma viitorul și în construcția auxiliar + conjuncția da + prezentul verbului cu sens lexical: ja ću da govorim „voi vorbi”.

- Verbul nemoj participă la două din tipurile de imperativ negativ, cu infinitivul, respectiv cu da + prezentul verbului cu sens lexical: nemoj govoriti! / nemoj da govoriš! „nu vorbi!”, nemojmo pisati! / nemojmo da pišemo! „să nu scriem!”, nemojte pevati! / nemojte da pevate! „nu cântați!”

### În limba maghiară
Gramaticile limbii maghiare iau în seamă două verbe auxiliare morfologice care alcătuiesc forme temporale compuse:
- Fog (cu sensul lexical „a prinde, a ține”), la prezentul indicativ, formează timpul viitor al indicativului în asociere cu infinitivul verbului cu sens lexical: el fogok menni „voi pleca”.
- Van „a fi”, la prezentul condițional, este auxiliarul timpului trecut al condiționalului, în combinație cu trecutul indicativ al verbului cu sens lexical: elmentem volna „aș fi plecat”.

Verbul szokott este un auxiliar de aspect, exprimând faptul că o acțiune se efectuează în mod repetat, obișnuit. Are particularitatea de a avea numai formă de indicativ trecut, dar și înțeles de prezent, și se asociază cu infinitivul: Esténként olvasni szoktam „Seara obișnuiesc/obișnuiam să citesc”.
Verbul talál are, când este folosit cu sens lexical, sensul „a găsi”. Ca verb auxiliar are valoare modală, exprimând caracterul întâmplător, neintenționat al acțiunii: Ha el találod árulni a titkot, megharagszom „Dacă cumva divulgi secretul, mă supăr”.
Verbul tetszik (sensul său lexical fiind „a plăcea”) ca verb auxiliar poate fi numit pragmatic, pentru că este o marcă a politeții. Se construiește cu infinitivul, subiectul fiind totdeauna destinatarul comunicării. Este utilizat numai la persoana a treia, adresându-se de obicei unei persoane în vârstă: Hogy tetszik lenni? „Ce mai faceți?” (literal „Cum vă place a fi?”)